# Marvān Kandī
Marvān Kandī (persiska: مَروان كَندی, مروان کندی) är en ort i Iran.   Den ligger i provinsen Västazarbaijan, i den nordvästra delen av landet, 500 km väster om huvudstaden Teheran. Marvān Kandī ligger 1 279 meter över havet och antalet invånare är 324.
Terrängen runt Marvān Kandī är huvudsakligen platt, men söderut är den kuperad.Runt Marvān Kandī är det ganska tätbefolkat, med 60 invånare per kvadratkilometer. Närmaste större samhälle är Chahār Borj-e Qadīm, 13,4 km nordost om Marvān Kandī. Trakten runt Marvān Kandī består till största delen av jordbruksmark.